# دنیل لووی
دنیل لووی (انگلیسی: Daniel Lowey; ۲۸ اکتبر ۱۸۷۸ – ۷ آوریل ۱۹۵۱) ورزشکار طناب‌کشی اهل بریتانیا بود.